# 55 mét
55 mét là một cự ly chạy nước rút trong track and field. Đây là một nội dung chạy ít phổ biến và chủ yếu có mặt trong chương trình thi đấu điền kinh trong nhà.
Lịch sử của cự ly này có liên quan tới cự ly 60 yard (xấp xỉ 55 mét). Vì vậy nội này chỉ phổ biến ở những nước dùng hoặc từng dùng hệ đo lường Anh, đặc biệt là Hoa Kỳ. Không giống như các nội dung chạy 50 mét và 60 mét, chạy 55 mét không được IAAF công nhận.

## Top 25 mọi thời đại
Chỉ tính kết quả trong nhà
- A = ảnh hưởng bởi độ cao

### Nam
- Tính tới tháng 1 năm 2017.[2]

| XH | Thời gian | Vận động viên    | Quốc tịch          | Ngày                | Địa điểm         | Nguồn |
| -- | --------- | ---------------- | ------------------ | ------------------- | ---------------- | ----- |
| 1  | 5,99 A    | Obadele Thompson | Barbados           | 22 tháng 2 năm 1997 | Colorado Springs |       |
| 2  | 6,00      | Lee McRae        | Hoa Kỳ             | 14 tháng 3 năm 1986 | Oklahoma         |       |
| 3  | 6,02 A    | Leo Myles-Mills  | Ghana              | 22 tháng 2 năm 1997 | Colorado Springs |       |
| 4  | 6,03      | Sam Graddy       | Hoa Kỳ             |                     |                  |       |
| 4  | 6,03      | Carl Lewis       | Hoa Kỳ             |                     |                  |       |
| 6  | 6,04      | André Cason      | Hoa Kỳ             |                     |                  |       |
| 6  | 6,04 A    | Ato Boldon       | Trinidad và Tobago | 1 tháng 2 năm 1997  | Flagstaff        |       |
| 8  | 6,05      | Brian Cooper     | Hoa Kỳ             |                     |                  |       |
| 8  | 6,05      | Stanley Floyd    | Hoa Kỳ             |                     |                  |       |
| 10 | 6,06      | Tim Harden       | Hoa Kỳ             |                     |                  |       |
| 10 | 6,06      | Emmit King       | Hoa Kỳ             |                     |                  |       |
| 10 | 6,06      | Fred Johnson     | Hoa Kỳ             |                     |                  |       |
| 10 | 6,06      | Houston McTear   | Hoa Kỳ             |                     |                  |       |
| 10 | 6,06 A    | Marcus Brunson   | Hoa Kỳ             |                     |                  |       |
| 10 | 6,06 A    | Felix Andam      | Ghana              |                     |                  |       |
| 10 | 6,06 A    | Syan Williams    | Jamaica            | 14 tháng 2 năm 1998 | Colorado Springs |       |
| 10 | 6,06 A    | Keith Williams   | Hoa Kỳ             |                     |                  |       |
| 19 | 6,07      | Leonard Scott    | Hoa Kỳ             | 20 tháng 2 năm 1999 | Gainesville      |       |
| 19 | 6,07      | Ousmane Diarra   | Mali               | 10 tháng 2 năm 1996 | Ames             |       |
| 19 | 6,07      | Raghib Ismail    | Hoa Kỳ             |                     |                  |       |
| 19 | 6,07      | Ray Stewart      | Jamaica            |                     |                  |       |
| 19 | 6,07      | Ron Brown        | Hoa Kỳ             |                     |                  |       |
| 19 | 6,07 A    | Obadiah Cooper   | Hoa Kỳ             |                     |                  |       |
| 25 | 6,08      | Marvin Bracy     | Hoa Kỳ             |                     |                  |       |
| 25 | 6,08      | Michael Green    | Jamaica            |                     |                  |       |
| 25 | 6,08      | Phil Epps        | Hoa Kỳ             |                     |                  |       |
| 25 | 6,08      | Rod Richardson   | Hoa Kỳ             |                     |                  |       |
| 25 | 6,08      | James Sanford    | Hoa Kỳ             |                     |                  |       |
| 25 | 6,08 A    | Bernard Williams | Hoa Kỳ             |                     |                  |       |

### Nữ
- Tính tới tháng 1 năm 2017.[3]

| XH | Thời gian | Vận động viên            | Quốc tịch          | Ngày                | Địa điểm         | Ngn   |
| -- | --------- | ------------------------ | ------------------ | ------------------- | ---------------- | ----- |
| 1  | 6,45      | Daequon Carr             | Hoa Kỳ             | 8 tháng 2 năm 2014  | Winston-Salem    |       |
| 2  | 6,65      | Savatheda Fynes          | Bahamas            | 8 tháng 3 năm 1997  | Indianapolis     |       |
| 3  | 6,68 A    | Peta-Gaye Dowdie         | Jamaica            | 6 tháng 2 năm 1998  | Colorado Springs |       |
| 3  | 6,68 A    | Aleisha Latimer          | Hoa Kỳ             | 19 tháng 1 năm 1996 | Boulder          |       |
| 5  | 6,69      | Tianna Bartoletta        | Hoa Kỳ             | 24 tháng 1 năm 2009 | Gainesville      |       |
| 6  | 6,70      | Santana Lowery           | Hoa Kỳ             | 7 tháng 3 năm 2009  | Lubbock          |       |
| 6  | 6,70      | Lauryn Williams          | Hoa Kỳ             | 1 tháng 2 năm 2004  | Gainesville      |       |
| 8  | 6,71      | Nolle Graham             | Jamaica            | 27 tháng 1 năm 2007 | Gainesville      |       |
| 8  | 6,71      | Kerron Stewart           | Jamaica            | 26 tháng 2 năm 2006 | Gainesville      |       |
| 8  | 6,71      | Debbie Ferguson McKenzie | Bahamas            | 21 tháng 2 năm 1999 | Gainesville      |       |
| 8  | 6,71 A    | Giesla Jackson           | Hoa Kỳ             | 14 tháng 2 năm 1998 | Colorado Springs |       |
| 12 | 6,72      | Shalonda Solomon         | Hoa Kỳ             | 21 tháng 2 năm 2009 | Columbia         |       |
| 12 | 6,72      | Amberly Nesbitt          | Hoa Kỳ             | 26 tháng 2 năm 2006 | Gainesville      |       |
| 12 | 6,72      | Toya Brown               | Hoa Kỳ             | 7 tháng 2 năm 1998  | Norman           |       |
| 15 | 6,73 A    | Jerayah Davis            | Hoa Kỳ             | 9 tháng 12 năm 2016 | Laramie          | [ 4 ] |
| 15 | 6,73 A    | Shakedia Jones           | Hoa Kỳ             | 28 tháng 2 năm 1998 | Reno             |       |
| 15 | 6,73 A    | Hydie Ann Harper         | Trinidad và Tobago | 27 tháng 2 năm 1998 | Colorado Springs |       |
| 15 | 6,73 A    | Juan Ball                | Hoa Kỳ             | 31 tháng 1 năm 1998 | Reno             |       |
| 15 | 6,73      | Sheri-Ann Brooks         | Jamaica            | 17 tháng 1 năm 2013 | Gainesville      |       |
| 15 | 6,73      | Shayla Mahan             | Hoa Kỳ             | 18 tháng 2 năm 2012 | Columbia         |       |
| 15 | 6,73      | Kya Brookins             | Hoa Kỳ             | 27 tháng 1 năm 2007 | Gainesville      |       |
| 15 | 6,73      | Kelly-Ann Baptiste       | Trinidad và Tobago | 26 tháng 2 năm 2006 | Gainesville      |       |
| 15 | 6,73      | Elva Goulbourne          | Jamaica            | 2 tháng 3 năm 2003  | Gainesville      |       |
| 15 | 6,73      | Angela Williams          | Hoa Kỳ             | 15 tháng 2 năm 2003 | Los Angeles      |       |
| 15 | 6,73      | Muna Lee                 | Hoa Kỳ             | 9 tháng 2 năm 2003  | Gainesville      |       |